# 拉加里加
拉加里加，是西班牙加泰罗尼亚巴塞罗那省的一个市镇。总面积19平方公里，总人口15 586人（2013年），人口密度829人/平方公里。